# The Best of The Red Hot Chili Peppers
The Best Of The Red Hot Chili Peppers es un disco recopilatario lanzado en 1998 por EMI. Este álbum contiene canciones de la época pre-Blood Sugar Sex Magik: los cuatro primeros álbumes (The Red Hot Chili Peppers, Freaky Styley, The Uplift Mofo Party Plan y Mother's Milk). Como en su recopilatorio de 1992, What Hits!?, no todas las canciones fueron singles.

## Lista de canciones
1. "Behind the Sun" – 4:40
2. "Johnny, Kick a Hole In The Sky" – 5:12
3. "Me & My Friends" – 3:09
4. "Fire" – 2:03
5. "True Men Don't Kill Coyotes" – 3:40
6. "Higher Ground" – 3:23
7. "Knock Me Down" – 3:45
8. "Fight Like a Brave" – 3:53
9. "Taste the Pain" – 4:32
10. "If You Want Me To Stay" – 4:07

- Datos: Q3279862